# Gun Lönning
Gun Wilhelmina Lönning, född 24 december 1940 i Sandviken, är en svensk präst.
Lönning blev i Uppsala filosofie kandidat 1971, teologie kandidat 1973 samt avlade praktisk teologiska prov och prästexamen samma år. Hon blev pastorsadjunkt i Bergviks församling 1973, komminister där 1977, komminister i Lilla Malma och Dunkers församlingar 1981 samt kyrkoherde i Norrala och Trönö församlingar 1984. 
Lönning har som skådespelare medverkat i en mängd föreställningar av Söderblomspelet i Trönö (regissör: Hans Klinga).